# Pustá

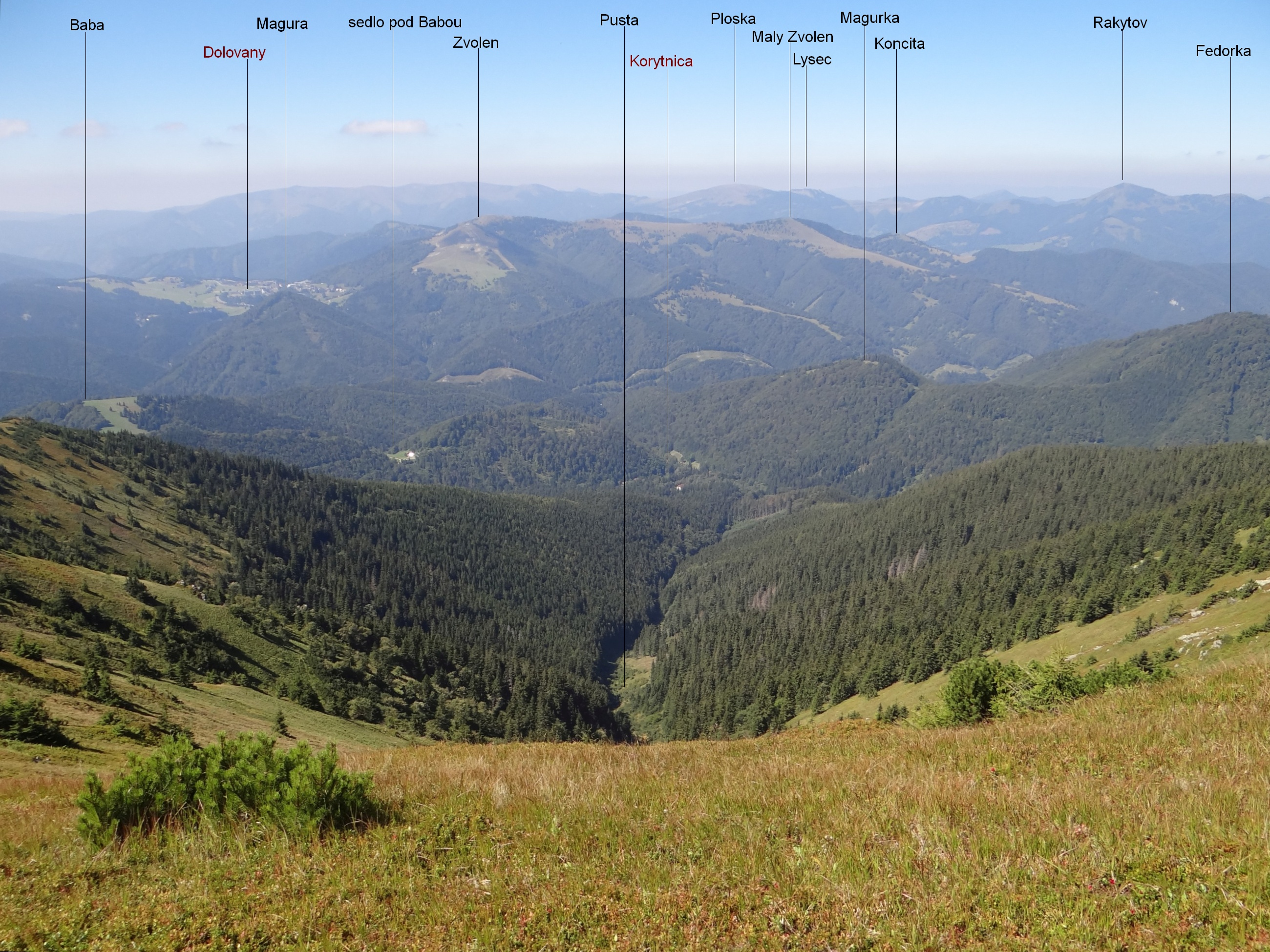
Widok z grzbietu Prašivá – Malá Chochuľa

Pustá – dolina na zachodnim końcu Niżnych Tatr na Słowacji. Opada w kierunku północno-zachodnim z grzbietu między szczytami  Prašivá (1652 m) – Malá Chochuľa (1720 m). Jej obramowanie tworzy północno-zachodni grzbiet szczytu Prašivá i opadający od Małej Chochuli północno-zachodni grzbiet Skorušova. 
Pustá w górnej części to trawiasty i bardzo stromy żleb. Zimą schodzą nim lawiny. Niżej żleb przechodzi w porośniętą lasem dolinkę, las na  dnie jej górnej części jest stale niszczony przez lawiny. Dolinka ma wylot na wysokości około 850 m w uzdrowisku Korytnica-kúpele. Jej dnem spływa potok Medokýš.